# Павија (округ)
Округ Павија (итал. Provincia di Pavia) је округ у оквиру покрајине Ломбардије у северној Италији. Седиште округа покрајине и највеће градско насеље је истоимени град Павија.
Површина округа је 2.965 км², а број становника 526.663 (2008. године).

## Природне одлике
Округ Павија се налази у северном делу државе, без излаза на море. Положај округа је у Падској низији, тј. округ је у већим делом равничарски. Једино је крајње јужни део у планинском систему Апенина. Кроз средишњи део округа протиче река По, која округ дели на северни и јужни део. Друга важна река је Тичино, која се улива у По близу града Павија.

## Становништво
По последњим проценама из 2008. године у округу Павија живи више више од 520.000 становника. Густина насељености је велика, око 170 ст/км². Посебно је густо насељено подручје око града Павије.
Поред претежног италијанског становништва у округу живе и велики број досељеника из свих делова света.

## Општине и насеља
У округу Павија постоји 70 општина (итал. Comuni).
Најважније градско насеље и седиште округа је град Павија (70.000 становника), који са предграђима има знатно више становништва. Важни градови су и Виђевано (63.000 становника) у западном делу округа и Вогера (39.000 становника) у јужном.